# Episodi de Gli antenati (prima stagione)
La prima stagione della serie televisiva Gli antenati, composta da ventotto episodi, andò in onda negli Stati Uniti d'America tra il 30 settembre 1960 e il 7 aprile 1961, mentre in Italia andò in onda nel 1963 e nel 1964.
| nº | Titolo originale                  | Titolo italiano                  | Prima TV USA      | Prima TV Italia   |
| -- | --------------------------------- | -------------------------------- | ----------------- | ----------------- |
| 1  | The Flintstone Flyer              | Una strana macchina volante      | 30 settembre 1960 |                   |
| 2  | Hot Lips Hannigan                 | Che musica ragazzi               | 7 ottobre 1960    |                   |
| 3  | The Swimming Pool                 | Due amici e una piscina          | 14 ottobre 1960   |                   |
| 4  | No Help Wanted                    | Grazie non serve aiuto           | 21 ottobre 1960   |                   |
| 5  | The Split Personality             | Personalità                      | 28 ottobre 1960   | 6 settembre 1963  |
| 6  | The Monster from the Tar Pits     | Il divo                          | 4 novembre 1960   | 13 settembre 1963 |
| 7  | The Babysitters                   | La bambinaia                     | 11 novembre 1960  | 29 dicembre 1963  |
| 8  | At the Races                      | Alle corse                       | 18 novembre 1960  |                   |
| 9  | The Engagement Ring               | L'anello di fidanzamento         | 25 novembre 1960  |                   |
| 10 | Hollyrock, Here I Come            | Era nata una stella              | 2 dicembre 1960   |                   |
| 11 | The Golf Champion                 | Partita di golf                  | 9 dicembre 1960   | 19 novembre 1963  |
| 12 | The Sweepstakes                   | Biglietto della lotteria         | 16 dicembre 1960  |                   |
| 13 | The Drive-in                      | Il cappello da chef              | 23 dicembre 1960  |                   |
| 14 | The Prowler                       | Il rapinatore                    | 30 dicembre 1960  |                   |
| 15 | The Girls' Night Out              | Una serata al luna park          | 6 gennaio 1961    |                   |
| 16 | Arthur Quarry's Dance Class       | Scuola di ballo                  | 13 gennaio 1961   | 20 settembre 1963 |
| 17 | The Big Bank Robbery              | Furto sensazionale               | 20 gennaio 1961   | 12 novembre 1963  |
| 18 | The Snorkasaurus Hunter           | Una vacanza                      | 27 gennaio 1961   | 19 ottobre 1963   |
| 19 | The Hot Piano                     | Il pianoforte                    | 3 febbraio 1961   | 26 novembre 1963  |
| 20 | The Hypnotist                     | L'ipnotizzatore                  | 10 febbraio 1961  | 30 agosto 1963    |
| 21 | Love Letters on the Rocks         | Poesia d'amore                   | 17 febbraio 1961  | 3 dicembre 1963   |
| 22 | The Tycoon                        | Il magnate                       | 24 febbraio 1961  |                   |
| 23 | The Astra' Nuts                   | Viaggio sulla luna               | 3 marzo 1961      |                   |
| 24 | The Long, Long Weekend            | Un lungo week-end                | 10 marzo 1961     |                   |
| 25 | In the Dough                      | Amiche per la pelle              | 17 marzo 1961     | 26 settembre 1964 |
| 26 | The Good Scout                    | Un vecchio...giovane esploratore | 24 marzo 1961     |                   |
| 27 | Rooms for Rent                    | Camere in affitto                | 31 marzo 1961     |                   |
| 28 | Fred Flintstone: Before and After | Prima e dopo la cura             | 7 aprile 1961     |                   |